# باشگاه فوتبال هوانگ آن اتاپیو
باشگاه فوتبال هوانگ آن اتاپیو یا اچ‌ای‌ای یک باشگاه فوتبال مستقر در اتاپیو، لائوس است. این باشگاه بازی‌های خانگی خود را در ورزشگاه اتاپیو برگزار می‌کند.
این باشگاه متعلق به گروه ویتنامی هوانگ آن گیا لای است، که همچنین مالک تیم هوانگ آن گیا لای از وی‌لیگ است.